# Мунтенешти (Васлуј)
Мунтенешти (рум. Muntenești) насеље је у Румунији у округу Васлуј у општини Штефан чел Маре. Oпштина се налази на надморској висини од 224 m.

## Становништво
Према подацима из 2002. године у насељу је живело 126 становника, од којих су сви румунске националности.